# Меридіан (радіоприймач)
Меридіан (рос. Меридиан, англ. Meridian) — серія українських радіоприймачів.

## Історія
У 1953, засновано Київський завод «Радіоприлад».
На початку 1960-х, на заводі виробляли транзисторні кишенькові радіоприймачі Київ, Київ-2, Київ-5, Київ-7, Планета. Випущено великий побутовий ламповий теле- і радіоприймач та записувач «Україна».

У 1967, випущено приймач «Меридіан» з двома феритовими антенами — перший приймач однойменної серії. 500 приймачів було експортовано в Англію, а згодом і в інші країни Варшавського пакту. За пропозицією НДІ «Мікроприлад», виробництво було організовано на інтегральних схемах, розробкою якого займався провідний інженер Віктор Крюк. Значну кількість цих приймачів закупила Куба.
|                                                                      | Застосування ІС «Кулон» у радіоприймачі «Меридіан» Київського ВО ім. С. П. Корольова зменшило його габарити, збільшило термін служби, знизило трудомісткість складальних операцій і собівартість виробу. «Меридіан» став першим радіоприймачем на інтегральних схемах, який було випущено заводами України. |
| — Малиновський, Б.М., https://www.icfcst.kiev.ua/MUSEUM/Micro_u.html | |

У 1971, випущено радіоприймач «Меридіан-201» і кілька варіантів: «Україна-201» (для внутрішнього ринку), «Meridian-201» та «Meridian 6TR10-K11» (на експорт).

У 1972, заводу присвоєно почесне ім'я С.П. Корольова, а з 1972 завод став головним у складі Виробничого об'єднання імені С.П. Корольова.

Вітрина з цінами (1970-ті роки)

Окрім переносних, було налагоджено виробництво і меньших кишенькових і портативних всехвильових приймачів.
Після 1986, випущено сувенірний УКХ приймач «Мередіан-Ф» присвячений другій перемозі «Динамо» (Київ) у Лізі чемпіонів (мав літеру "Д" на антені).

### Після 1991
Після проголошення незалежності України у 1991, випускалися моделі різних форматів з написом «Зроблено в Україні» на тильній частині корпусу, у тому числі експортні моделі з англійським інтерфейсом і написамом «Made in Ukraine» відповідно.
У 1994, Виробниче об'єднання імені С.П. Корольова перейменували на ВАТ «Меридіан» імені С.П. Корольова.
«Меридіан-249» став першим всехвильовим приймачем з українським інтерфейсом і останнім у серії всехвильових приймачів.
Було випущено переносний приймач «Меридіан-270» з дизайном у стилі модерн.
У 2003, було випущено ювілейний варіант приймача «Меридіан-270» приурочений 50-річчю заводу.

З 2005, розпочато випуск приймачів «Меридіан-271» та «Меридіан-272» — останні нові моделі бренду, які випускалися з використанням елементної бази Philips і Thomson і були першими з цифровим дисплєєм, що відрізняло їх від «Меридіан-270». Початкова вартість «Меридіан-271» склала 120 грн.

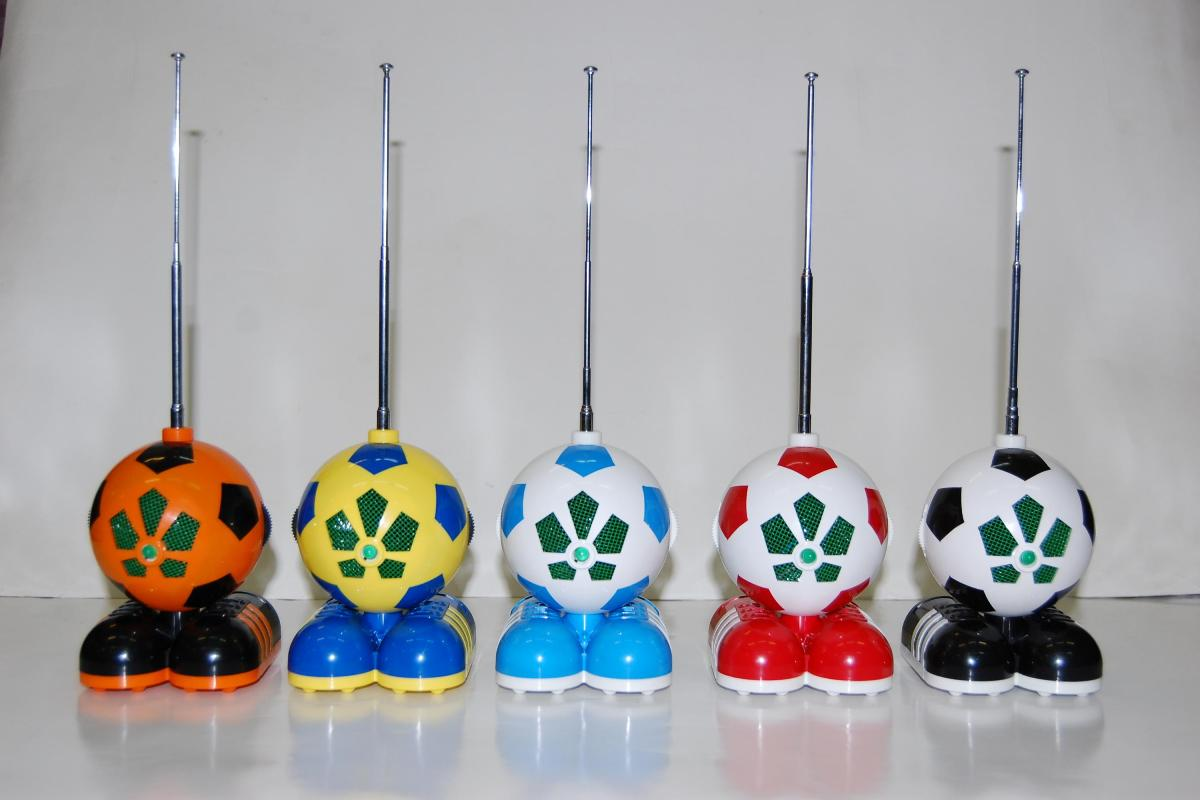
Радіоприймачі «Меридіан-Сувенір»

З 2009, до проведення Чемпіонату Європи з футболу 2012, було випущено сувенірний приймач «Меридіан-Сувенір» з написом «EURO 2012» (модифікований варіант «Меридіан-Ф» без літери "Д" на антені), який випускався пізніше без напису «EURO 2012» у пакуванні з логотипом Української асоціації футболу.
У 2012, завод увійшов до складу ДК «Укроборонпром».
У 2012—2013, було випущено ювілейний варіант «Меридіан-271» приурочений 60-річчю заводу. Ямпільський ливарний механічний завод, філія заводу «Радіоприлад», продавав приймачі «Меридіан-270» за ціною 132 грн., а «Меридіан-272» — 204 грн.
У 2014, приймач «Меридіан-272» став лауреатом регіонального етапу конкурсу «100 кращих товарів України» в місті Києві у категорії «Промислові товари для населення».
Станом на 2018, вартість «Меридіан-271» складала 660 грн.
Станом на 2023, вартість абонентського гучномовця «Меридіан» складала 852 грн.
Станом на 2024, вартість радіоприймача «Меридіан-Сувенір» складала 950 грн.

## Модельний ряд
Примітка: Абревіатура "РП" у назві моделі означає "радіомовний приймач".

### Абонентські гучномовці
- Меридіан (радіоточка)[24]

### Переносні
- Меридіан (перша модель, варіанти: Meridian) — всехвильовий, вбудована феритова антена для прийому КХ;
- Меридіан-201 (РП-201[25], варіанти: Україна-201[26], Meridian-201, Meridian 6TR10-K11[27]) — всехвильовий, для прийому КХ вбудовані феритова і телескопічна антени;
- Меридіан-202 (РП-202, наступник РП-201, варіанти: Meridian-202);
- Меридіан-203 (РП-203, наступник РП-202) — всехвильовий;
- Меридіан-206 (РП-206, наступник РП-203) — всехвильовий;
- Меридіан-210 (РП-203, варіанти: Meridian-211, Meridian-212, ювілейний «Києву 1500 років») — всехвильовий;
- Меридіан-230 (РП-230, наступник РП-210) — всехвильовий;
- Меридіан-235 (РП-235, версії: Fantasia-249) — всехвильовий;
- Меридіан-236 (РП-236, наступник РП-235) — всехвильовий;
- Меридіан-246 (РП-246[28][29], наступник РП-236) — всехвильовий;
- Меридіан-270 (РП-270[30][31], варіанти: «ЮВІЛЕЙНИЙ 1953—2003») — УКХ1 / УКХ2 (FM);
- Меридіан-271 (РП-271[32][33], наступник РП-270, варіанти: ювілейний «1953—2013») — УКХ1 / УКХ2 (FM) з LCD-дисплеєм і цифровим тюнером;
- Меридіан-272 (РП-272[34], версія РП-271) — УКХ / КХ1 (SW1) / КХ2 (SW2)[35][36].

### Сувенірні
- Меридіан-Ф (у формі футбольного м'яча, версії: з літерою "Д" з логотипу київського «Динамо» на антені[37]) — УКХ1 / FM;
- Меридіан-Сувенір (наступник Меридіан-Ф, версії: з написом «EURO 2012») — УКХ2 / FM, елементна база Philips, міг бути переналаштований на УКХ1[15].

### Настільні
- Меридіан-264 (РП-264) — УКХ1 / УКХ2 (FM);
- Меридіан-264-1 (РП-264-1, наступник РП-264) — УКХ1 / УКХ2 (FM);

### Портативні
- Меридіан-248 (РП-248[29], наступник РП-348) — всехвильовий;
- Меридіан-249 (РП-249, наступник РП-248) — всехвильовий;
- Меридіан-252 (РП-252[38], версія РП-248) — всехвильовий;
- Меридіан-253 (РП-253, версія РП-252, варіанти: Meridian-253[39]) — всехвильовий;
- Меридіан-348 (РП-348[40]) — всехвильовий.

### Кишенькові
Примітка: Усі кишенькові приймачі виконані у портретній орієнтації, за винятком Меридіан РП-303 та РП-403, які виконані у альбомній оріїєнтації.
- Меридіан-303 (РП-303, наступник РП-403) — УКХ / КХ1 / КХ2[41], вдвічі менший за Меридіан-249;
- Меридіан-308 (РП-308[42], наступник Меридіан-408) — СХ (MW) / ДХ (LW);
- Меридіан-309 (РП-309[43]) — УКХ / СХ (MW);
- Меридіан-310 (РП-310[44][45], наступник Меридіан-309, варіанти: Meridian-311[46], Meridian-312) — УКХ (FM) / ДХ (LW);
- Меридіан-314 (РП-314, наступник Меридіан-309, варіанти: РП-315, РП-316[47]) — СХ (MW) / ДХ (LW), дизайн ідентичний Меридіан-309;
- Меридіан-401 (РП-401) — УКХ / СХ (MW);
- Меридіан-403 (РП-403) — УКХ / КХ1 / КХ2;
- Меридіан-408 (РП-408[42], на основі Selga-410[ru][48][49]) — УКХ / СХ (MW);
- Меридіан-409 (РП-409) — концепт[50], випущено як Меридіан-309[43].

## Характеристики
| Модель    | Діапазони | Тюнер      | Автотюнер | Дисплей      | Українська | Розмір, мм      | Маса, кг |
| --------- | --------- | ---------- | --------- | ------------ | ---------- | --------------- | -------- |
| РП-201    | 6         | аналоговий | ні        | шкала        | ні         | 268 x 168 x 78  | 1,8      |
| РП-210    | 8         | аналоговий | ні        | шкала        | ні         | 330 х 275 х 135 | 4,5      |
| РП-212    | 8         | аналоговий | ні        | шкала        | ні         | 330 х 275 х 135 | 4,5      |
| РП-246    | 6         | аналоговий | ні        | шкала        | ні         | 280 х 250 х 90  | 2,8      |
| РП-248    | 5         | аналоговий | ні        | шкала        | ні         | 210 х 41 х 118  | 0,5      |
| РП-249    | 5         | аналоговий | ні        | шкала        | так        | 210 х 41 х 118  | 0,5      |
| РП-252    | 5         | аналоговий | ні        | шкала        | ні         | 210 х 41 х 118  | 0,5      |
| РП-253    | 5         | аналоговий | ні        | шкала        | ні         | 210 х 41 х 118  | 0,5      |
| РП-270    | 2         | аналоговий | ні        | лімб         | так        | 265 х 135 х 105 | 0,95     |
| РП-271    | 2         | цифровий   |           | цифровий LCD | так        | 265 х 135 х 105 | 1,1      |
| РП-272    | 3         | цифровий   |           | цифровий LCD | так        | 265 х 135 х 105 | 1,1      |
| РП-303    | 3         | аналоговий | ні        | шкала        | ні         | 78 х 150 х 27   | 0,24     |
| РП-309    | 2         | аналоговий | ні        | лімб         | ні         | 78 х 150 х 27   | 0,24     |
| РП-310    | 2         | аналоговий | ні        | лімб         | ні         | 78 х 150 х 27   | 0,24     |
| РП-311    | 2         | аналоговий | ні        | лімб         | ні         | 78 х 150 х 27   | 0,24     |
| РП-314    | 2         | аналоговий | ні        | лімб         | ні         | 78 х 150 х 27   | 0,24     |
| *-Ф       | 1         | аналоговий | ні        | відсутній    | ні         | 105 х 72 х72    | 0,25     |
| *-Сувенір | 1         | аналоговий | ні        | відсутній    | ні         | 125 х 80 х 80   | 0,15     |

| Діапазон  | ДХ, кГц   | СХ, кГц   | КХ, МГц  | КХ, МГц  | КХ, МГц  | КХ, МГц  | КХ, МГц    | КХ, МГц    | УКХ, МГц | УКХ, МГц |
| Частота   | 150..260+ | 525..1607 | 3,9..6,3 | 5,8..7,0 | 7,0..7,3 | 9,5..9,8 | 11,7..12,1 | 15,1..15,4 | 65..74   | 88..108  |
| --------- | --------- | --------- | -------- | -------- | -------- | -------- | ---------- | ---------- | -------- | -------- |
| РП-201    | AM        | AM        | AM       | —        | AM       | AM       | AM         | —          | —        | —        |
| РП-210    | AM        | AM        | AM       | AM       | AM       | AM       | AM         | —          | AM       | —        |
| РП-212    | AM        | AM        | AM       | AM       | AM       | AM       | AM         | —          | —        | AM       |
| РП-246    | AM        | AM        | —        | AM       | AM       | AM       | AM         | —          | AM       | —        |
| РП-248    | AM        | AM        | —        | —        | —        | AM       | AM         | —          | AM       | —        |
| РП-249    | AM        | AM        | —        | AM       | AM       | AM       | —          | —          | AM       | AM       |
| РП-252    | AM        | AM        | —        | —        | —        | AM       | —          | AM         | FM/ЧМ    | —        |
| РП-253    | AM        | AM        | —        | —        | —        | AM       | —          | AM         | —        | FM/ЧМ    |
| РП-270    | —         | —         | —        | —        | —        | —        | —          | —          | FM/ЧМ    | FM/ЧМ    |
| РП-271    | —         | —         | —        | —        | —        | —        | —          | —          | FM/ЧМ    | FM/ЧМ    |
| РП-272    | —         | —         | —        | —        | —        | AM       | —          | AM         | FM/ЧМ    | FM/ЧМ    |
| РП-303    | —         | —         | —        | —        | —        | AM       | AM         | —          | FM/ЧМ    | —        |
| РП-309    | —         | AM        | —        | —        | —        | —        | —          | —          | FM/ЧМ    | —        |
| РП-310    | AM        | —         | —        | —        | —        | —        | —          | —          | FM/ЧМ    | —        |
| РП-311    | —         | AM        | —        | —        | —        | —        | —          | —          | —        | FM/ЧМ    |
| РП-314    | AM        | AM        | —        | —        | —        | —        | —          | —          | —        | —        |
| *-Ф       | —         | —         | —        | —        | —        | —        | —          | —          | FM/ЧМ    | —        |
| *-Сувенір | —         | —         | —        | —        | —        | —        | —          | —          | —        | FM/ЧМ    |

## Цікаві факти
- Радіоприймачі з AM-модуляцією в УКХ діапазоні легко переналаштовуються на FM-модуляцію внесенням незначних змін в конструкцію[51][52][53].
- Підсилити прийом радіостанцій на портатитвних приймачах Меридіан у міській забудові можна з допомогою зовнішніх простих проводових антен та компактних безконтактних магнітних антен на феритових стержнях[54][55][56].
- Радіоприймач «Vega Zircon 6TR10-K11» є експортним варіантом «Meridian 6TR10-K11», єдиною відмінністю якого є наліпка "Vega Zircon" наклеєна поверх оригінальної назви[57].
- У 2009, в Німеччині було випущено подібний до «Меридіан-Ф» сувенірний приймач[58].
- У журналі «Радіоаматор» (№7, 2013) було детально описано конструкцію радіоприймача «Меридіан-Сувенір»[15][59][60].
- Радіоприймач «Львів РП-301» (УКХ1 / УКХ2) виробництва ВО «Львівприлад» має ідентичний дизайн до приймачів «Меридіан РП-309» та «Меридіан РП-314», але в кольоровій гамі Прапора Європи[61][62].
- Радіоприймач «Романтик РП-301» є копією «Меридіан РП-401»[63].
- До 2014, ТОВ «Ніжинські лабораторії скануючих пристроїв» використовувало кілька сотень радіоприймачів «Меридіан-309» та «Меридіан-248»[64].